# Pagrus caeruleostictus
Pagrus caeruleostictus är en fiskart som först beskrevs av Valenciennes, 1830.  Pagrus caeruleostictus ingår i släktet Pagrus och familjen havsrudefiskar. Inga underarter finns listade i Catalogue of Life.